# Transmodernidade
A transmodernidade é um conceito filosófico usado pela filósofa e feminista espanhola Rosa María Rodríguez Magda em seu ensaio de 1989 La sonrisa de Saturno: Hacia una teoría transmoderna, posteriormente desenvolvido em "El modelo Frankenstein" e finalmente ampliado em "Transmodernidad". Sua abordagem, baseada na lógica hegeliana, vê modernidade, pós-modernidade e transmodernidade como uma tríade dialética na qual a transmodernidade é crítica tanto do modernismo quanto do pós-modernismo, mas incorpora elementos de ambos. O transmodernismo, como identificado pela primeira vez no trabalho filosófico de Rodriguez (2004), é um termo guarda-chuva que conota a emergente mudança sociocultural, econômica, política e filosófica muito além da pós-modernidade (Ateljevic, 2013:200), que é muito mais ampla e profunda. e radical do que os economistas e políticos dominantes chamam de globalização (Ghisi, 2010) Outras interpretações sobre esse termo foram elaboradas em conjunto com o movimento cultural do transmodernismo fundado pelo filósofo argentino-mexicano Enrique Dussel. O conceito de transmodernidade também tem sido utilizado para retrabalhar a noção de pós-modernidade, destacando sua relação estrutural com a globalização e a informatização.